# Gliese 408
Gliese 408 is een rode dwerg met een spectraalklasse van M4V. De ster bevindt zich 22,01 lichtjaar van de zon.